# Danza del pilón
La danza del pilón, danza de las piloneras o pilón vallenato es una danza tradicional de Valledupar, Colombia.

## Origen
La danza del pilón surgió en los barrios Cerezo, Cañaguate, La Garita, Centro y Altagracia de Valledupar. En sus comienzos, sus principales impulsores fueron Óscar Pupo Martínez, Evaristo Gutiérrez, Florentino González, Fidel Mejía, Rosa García, Isabel Rojas, Sebastiana Villero y Ana Francisca Guerra, quienes la crearon especialmente para el carnaval, inspirados en las labores del hogar relacionadas con el consumo de productos de maíz, las cuales se acompañan con versos y coplas.
En 1981, Cecilia "La Polla" Monsalvo organizó el primer desfile de piloneras con el objetivo de recuperar la tradición. El desfile se convirtió en concurso del Festival Vallenato en 1994.

## Características del baile
Es un baile de conjunto estructurado en parejas, típico de las actividades de inauguración del Festival de la Leyenda Vallenata, entre otras ceremonias y festividades. El Concurso de Piloneros fue creado por la Fundación de la Leyenda Vallenata en 1977[1]

## Atuendo
Femenino
El vestido, llamado chambra, está compuesto por dos piezas, la blusa de mangas tres cuartas, estampada con flores, de talle largo que termina en una arandela, de flores de distintos tamaños, y la falda o pollera, que tiene tres boleros terminados en encajes o letinos. Las baletas es el calzado elaborado con lona y suela plana de cuero. Como adorno de la cabeza, la mujer suele llevar una pañoleta de flores como el lirio, la del cañaguate, trinitaria, coral o cayena.
Masculino
El vestido masculino está compuesto por pantalón y camisa blancos, pañoleta roja anudada en el cuello de la camisa. Además, luce un sombrero de paja y una mochila tejida cruzada a medio lado. De calzado usa las baletas, elaboradas con lona y suela plana de cuero.

## Instrumentos musicales
Además de los instrumentos tradicionales del vallenato (acordeón, caja y guacharaca), se utiliza el pilón, utensilio de cocina para pilar el maíz, utilizado como instrumento idiófono de choque. Cumple la función de instrumento musical por el choque del mazo en el cuerpo de madera; el sonido genera el ritmo que siguen las cantadoras.